# Calvi (Haute-Corse)
Calvi település Franciaországban, Haute-Corse megyében. Lakosainak száma 5720 fő (2022. január 1.). Calvi Montegrosso, Calenzana és Lumio községekkel határos.
Itt állomásozik a Francia Idegenlégió 2. ejtőernyősezrede (2 REP, 2e Régiment Étranger de Parachutistes). 

## Népesség
A település népességének változása:
| Lakosok száma | 2767 | 3579 | 5177 | 5477 | 5514 | 5376 | 5559 | 5666 | 5766 | 5720 |
|               | 1968 | 1982 | 1999 | 2006 | 2012 | 2015 | 2017 | 2018 | 2020 | 2022 |